# مسعود ده‌نمکی
مسعود ده‌نمکی (زادهٔ ۱ اردیبهشت ۱۳۴۸) روزنامه‌نگار، فعال سیاسی و فیلم‌ساز حکومتی ایرانی است. او نویسنده و کارگردان سه‌گانهٔ فیلم‌های اخراجی‌ها (۱۳۸۵–۱۳۸۹) بوده است. او برای قسمت دوم این مجموعه در ۱۳۸۷ جایزه ویژه هیئت داوران بیست و هفتمین دوره جشنواره بین‌المللی فیلم فجر را کسب کرد.
ده‌نمکی فعالیت مطبوعاتی خود را از سال ۱۳۶۹ آغاز کرد و از سال ۱۳۷۵ تا سال ۱۳۸۵ مدیریت و سردبیری نشریات شلمچه، جبهه و صبح را به عهده داشت.

## زندگی
مسعود ده‌نمکی در اردیبهشت ۱۳۴۸ در اهر، آذربایجان شرقی به دنیا آمد. پدرش اهل ده نمک (اراک) بود. او در سال ۱۳۵۸ با خانواده به تهران آمد و در سال ۱۳۶۴ در جنگ ایران و عراق حضور داشت. وی دانش‌آموختهٔ رشته علوم سیاسی از دانشگاه آزاد است و در حوزه علمیه نیز تحصیل کرده است.
او در دهه ۱۳۷۰ از اعضای فعال انصار حزب‌الله بوده است، و هم‌زمان با روزنامه‌نگاری در نشریه یالثارات و چند نشریه دیگر، مدت‌ها به عنوان سردبیر و مدیرمسئول نشریه‌های شلمچه و جبهه مشغول به فعالیت بود.

## فعالیت‌های مطبوعاتی
وی سردبیری هفته‌نامه «شلمچه» و «جبهه» و ماهنامه «صبح دوکوهه» را برعهده داشت. او در دوران قدرت اصلاحات از منتقدان دولت خاتمی بود. همچنین در آن دوران ده‌نمکی و اکبر گنجی مقالات آتشینی علیه یکدیگر می‌نوشتند. او همچنین پیشتر از منتقدان دولت هاشمی رفسنجانی بود و با لحنی گزنده و تند به انتقاد از این دولت‌ها می‌پرداخت.

## دیدگاه‌ها
ده نمکی معتقد است که ایران باید در محدوده یک اسلام سختگیرانه، اما نه به سبک طالبان، مدرنیزه شود. وی گفت: "اگر ما مخالف اسلامی هستیم که طالبان معرفی کرده‌اند، باید بتوانیم الگوی خوبی از اسلام ارائه دهیم که به اعتقاد ما منبع مهربانی و مهربانی است. اما این باید مطابق با نیازهای امروز باشد تا برای جوانان ما قابل قبول باشد. زمانی. مشکلات واقعی ما این است که برخی مسئولان ما هستند که به فساد عادت کرده‌اند و نمی‌توانند به وعده‌های روزهای اول انقلاب در مورد عدالت اجتماعی و برابری عمل کنند. در سال ۲۰۰۶، ده نمکی نامه ای سرگشاده به رئیس جمهور محمود احمدی نژاد نوشت و وی را نسبت به «طرفداران» خود هشدار داد.

## انصار حزب‌الله و فعالیت‌های سیاسی
نشریه یالثارات، نشریه رسمی انصار حزب‌الله در بیانیه‌ای اعلام داشته است: «گفته می‌شود آقای ده‌نمکی در دوران دولت اصلاحات نقش فعالی در سازماندهی تجمعات انصار حزب‌الله داشته، اما به اطلاع می‌رسد ایشان از سال ۱۳۷۵ از انصار حزب‌الله خارج شده ودیگر هیچ گونه عضویت یا فعالیتی در انصار نداشته که بخواهند تجمعات انصار را سازماندهی کنند.»

### دیدگاه دربارهٔ قتل‌های زنجیره‌ای
او در حمایت از قتلهای زنجیره‌ای گفته است: 
«حذف معاندین» جزو برنامهٔ نظام‌های مختلف دنیاست که از راه‌های گوناگون صورت می‌گیرد. در مورد افرادی که نامشان در پروندهٔ قتل‌های زنجیره‌ای مطرح است (متهمان) نیزـ به دور از گرایشهای سیاسی ـ باید گفت به وظایف قانونی خود یعنی «حذف معاندین» عمل کرده‌اند. در یک سیستم، همان‌طور که عده‌ای مشغول جمع‌آوری اطلاعات هستند، عدهٔ دیگری هم مأمور حذف دشمنان می‌باشند و معمولاً از دستهٔ دوم که زحماتشان بیشتر از سایرین است، کمتر تقدیر و تشکر می‌شود.
او از مظنونان اصلی حمله به کوی دانشگاه معروف به (لباس شخصی‌ها) است.
وی تنها معتقد بود که مسئولان در اولویت‌بندی معاندین اشتباه کرده و دشمنان بی‌خطر را حذف کرده‌اند، که آن هم قابل توجیه است چون اشتباه در سایر سازمان‌ها هم روی می‌دهد: 
به، مقتولان پرونده، از دشمنان بی‌خطر نظام بودند. نکتهٔ مهم این است که عاملان قتل‌ها، در سیستم حذف معاندین، اولویت‌ها را در نظر نگرفتند، و باید به جای «دشمن بی‌خطر» تعبیر بهتری راباید به کار می‌برند، چرا که حذف دشمن بی‌خطر، فایده‌ای نداشت و فقط حربه‌ای شد در دست عده‌ای که می‌خواستند به هدفشان برسند… دشمن را - چه با خطر و چه بی‌خطر - می‌توان کشت، اما این امر، زمان و برنامه لازم دارد و نباید خودسرانه عمل کرد. اتفاقاً در صحنه جنگ، خطر دشمن در حال پدافند از دشمن در حال حمله کمتر است… حال اگر وزارت اطلاعات، به اشتباه، چند نفر دشمن بی‌خطر را حذف کرده، دیکتهٔ نانوشته که غلط ندارد، این همه جوان در کارخانه‌های مهمات‌سازی، به خاطر بروز اشتباهی، به شهادت رسیدند، حالا چهار نفر دشمن بی‌خطر هم به خاطر تحلیل نادرست یا سوءمدیریت وزارت اطلاعات، حذف شدند، همهٔ این‌ها دلیل نمی‌شود که نیروهای اطلاعات را بی‌انگیزه کنیم.

### هک شدن وبلاگ و تکذیب برائت از گذشته
در گیرودار پیامدهای انتخابات ریاست جمهوری دهم ایران، وبلاگ شخصی ده‌نمکی در مطلبی با عنوان «توبه نامه» به برائت از عملکرد گذشته خود پرداخت. این مطلب در کنار تمام مطالب وبلاگ او پس از مدتی بدون هیچ توضیحی حذف شد.
ده نمکی در قالب جدید وبلاگ خود و در اولین مطلب آن گفت که وبلاگش توسط «دوستان طرفدار آزادی بیان» هک شده است و انتساب مطالب قرارگرفته روی وبلاگ در این مدت به خود را تکذیب کرد و آن را جعلی دانست.

### تجمع در برابر سفارت بحرین در تهران
ده‌نمکی همراه با حسین الله‌کرم از چهره‌های شاخص شورای هماهنگی نیروهای حزب‌الله در نیمه شب ۱ فروردین ۱۳۹۰ هم‌زمان با تحویل سال نو؛ در برابر سفارت بحرین در تهران در اعتراض به عملکرد حکومت بحرین در برابر معترضان برای دانشجویان بسیجی سخنرانی کرد.

## فیلم‌سازی

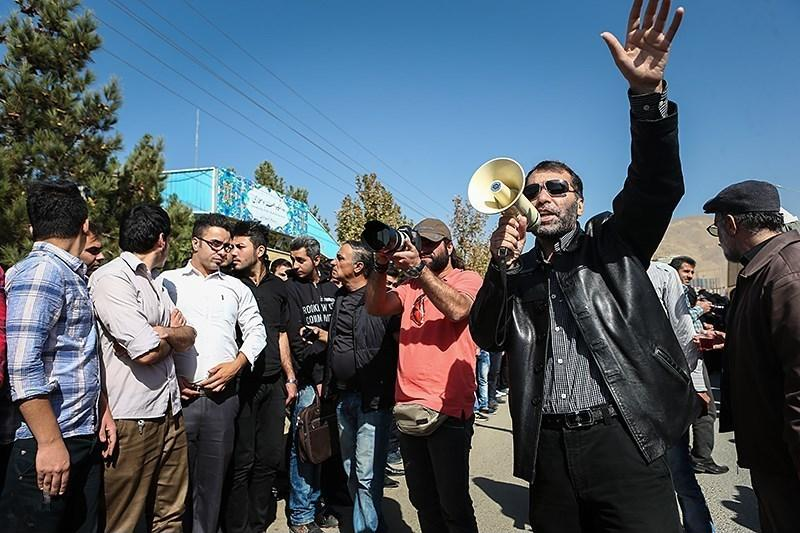
ده‌نمکی، کارگردان معراجی‌ها

وی با زوال دوران اصلاح‌طلبان که از آن به عنوان دورانی تلخ یاد می‌کند، دو فیلم مستند ساخت و سپس هم‌زمان با رویکار آمدن دولت محمود احمدی‌نژاد موفق به ساخت فیلم‌های سینمایی اخراجی‌ها (سه‌گانه) شد. این فیلم‌ها با بار طنز و خنده بالا، با استقبال گسترده مردم و فروش کم سابقه در تاریخ سینمای ایران دست یافت،
این فیلم همچنین با انتقاد خانواده شهیدی که ده‌نمکی اخراجی‌ها را برپایه زندگی وی ساخته بود روبرو شد.
و نیز فیلم «اخراجی‌های ۲» که به فروش خوبی هم دست یافته بود با اعتراض یک نویسنده مبنی بر کپی‌برداری از کتابش روبرو گردید.

### انفجار مواد منفجره بر سر صحنه فیلم‌برداری
در ۱۸ دی ۱۳۹۲ هنگام فیلمبرداری معراجی‌ها در شهرک سینمایی دفاع مقدس، انفجاری در سر صحنه روی داد که تعدادی کشته و زخمی برجای گذاشت. شمار کشته‌های این انفجار پنج نفر گزارش شد. سید جواد هاشمی یکی از بازیگران مجموعه سینمایی و فیلم معراجی‌ها گفت ماده منفجره تی‌ان‌تی که کنار خودرو محمدجواد شریفی راد، مسئول جلوه‌های ویژه قرار داشت، ناگهان منفجر شد. علی‌اکبر رنجبر، مدیر شهرک سینمایی دفاع مقدس هم در این حادثه جان خود را از دست داد.
در پی این حادثه محمدجواد شریفی راد و چهار نفر دیگر از عوامل فیلم عبارتند از مهدی مرادی نژاد و رضا فرجی و جمشید احسانی‌فر که کنار خودرو ایستاده بودند و در حال آماده کردن صحنه فیلمبرداری بودند، بر اثر این انفجار کشته شدند. سه نفر از دیگر عوامل معراجی‌ها نیز زخمی شدند که به بیمارستان منتقل شدند.
او در واکنش حادثه فیلم معراجی‌ها گفت: این امر یک حادثه است و حادثه نیز هیچ‌گاه خبر نمی‌کند.

## فیلم‌شناسی

### مستند
| سال       | عنوان                      | توضیحات |
| --------- | -------------------------- | ------- |
| ۱۳۸۲      | فقر و فحشا                 |         |
| ۱۳۸۵–۱۳۸۳ | کدام استقلال؟ کدام پیروزی؟ |         |

### سینمایی
| سال  | عنوان      | توضیحات |
| ---- | ---------- | ------- |
| ۱۳۸۵ | اخراجی‌ها   |         |
| ۱۳۸۷ | اخراجی‌ها ۲ |         |
| ۱۳۸۹ | اخراجی‌ها ۳ |         |
| ۱۳۹۱ | رسوایی     |         |
| ۱۳۹۲ | معراجی‌ها   |         |
| ۱۳۹۴ | رسوایی ۲   |         |
| ۱۳۹۷ | زندانی‌ها   |         |

### مجموعه تلویزیونی
| سال  | عنوان       | توضیحات |
| ---- | ----------- | ------- |
| ۱۳۸۹ | دارا و ندار |         |
| ۱۳۹۳ | معراجی‌ها    |         |
| ۱۳۹۹ | دادِستان     |         |
| ۱۴۰۱ | آزادی مشروط |         |
| ۱۴۰۳ | رستگاری     |         |

## آثار
- اخراجی‌ها
- اسارت و آزادگان به روایت تصویر
- فرهنگ اصطلاحات اسرای ایران به انضمام دانستنی‌های از اسارت
- کتاب‌شناسی اسارت
- لبخند در اسارت
- مجموعه‌ای از خاطرات اسرای ایرانی
- معنویت در اسارت
- مقاومت در اسارت دفتر اول
- مقاومت در اسارت دفتر دوم
- مقاومت در اسارت دفتر سوم
- مقاومت در اسارت دفتر چهارم[۱۸]
- رسوایی
- رسوایی ۲
- زندانی‌ها
- دادِستان
- طیب خان